# NGC 3076
NGC 3076 ist eine Spiralgalaxie vom Hubble-Typ Sab im Sternbild Hydra südlich der Ekliptik. Sie ist schätzungsweise 160 Millionen Lichtjahre von der Milchstraße entfernt und hat einen Durchmesser von etwa 100.000 Lichtjahren.

Im selben Himmelsareal befindet sich u. a. die Galaxie NGC 3052.
Das Objekt wurde am 12. Februar 1836 von John Herschel entdeckt.